# Giuseppe Aquaro
Giuseppe Aquaro (Baden, 21 maggio 1983) è un calciatore svizzero di origini italiane, difensore del Ug Manduria.

## Carriera
Cresce nel settore giovanile del Chievo Verona.
Dal 2002 al 2005 gioca in sequenza nel Foggia, Melfi e Chievo.
Successivamente ritorna in Svizzera giocando prima nel Bellinzona poi nel Vaduz ed infine nell'Aarau. Nella stagione 2008-09 colleziona 20 presenze e 3 reti.
Nel 2010 viene ceduto al CSKA Sofia, club nel quale segna anche un gol in Europa League.
Il 6 luglio 2011 passa dal CSKA Sofia al Karlsruhe.
Dopo una sola stagione, passa a titolo definitivo al Panetolikos Agrinio, nell'OPAP Football League, in Grecia; qui ottiene subito la promozione nella massima serie.
Nel febbraio 2014 si trasferisce in Cina, allo Shenzhen Ruby, rimanendovi fino al settembre del 2015. Dopo aver sciolto ogni vincolo contrattuale con la formazione cinese, l'ottobre successivo si accasa alla Lupa Castelli Romani. Il 14 luglio 2016 firma in serie D con la Triestina.
Con la Triestina, nella stagione 2016-2017, disputa un ottimo campionato. Conclusosi con la vittoria dei Play-off, grazie a una sua rete nei minuti di recupero, e il ripescaggio in Lega Pro.
Il 6 luglio 2017 viene riconfermato nella rosa della Triestina per la stagione 2017-2018, in vista del campionato di Serie C.
Rimasto svincolato nell'estate 2018 firma un contratto con il club leccese del Nardò militante in serie D. Il 20 novembre 2019 rescinde il contratto consensualmente.
Il 30 dicembre 2019 approda al Football Club Chiasso per disputare la seconda parte del campionato svizzero di Challenge League 2019-2020.
Il 4 settembre 2020 firma con l'A.S.D. Sava, squadra che milita nel campionato di Eccellenza Puglia.
Dalla stagione 2022/2023 gioca nell'U.G. Manduria Sport, squadra che milita nel campionato di Eccellenza Puglia.

## Statistiche

### Presenze e reti nei club
Statistiche aggiornate al 19 novembre 2019.
| Stagione            | Squadra              | Campionato          | Campionato | Campionato | Coppe nazionali | Coppe nazionali | Coppe nazionali | Coppe continentali | Coppe continentali | Coppe continentali | Altre coppe | Altre coppe | Altre coppe | Totale | Totale |
| Stagione            | Squadra              | Comp                | Pres       | Reti       | Comp            | Pres            | Reti            | Comp               | Pres               | Reti               | Comp        | Pres        | Reti        | Pres   | Reti   |
| ------------------- | -------------------- | ------------------- | ---------- | ---------- | --------------- | --------------- | --------------- | ------------------ | ------------------ | ------------------ | ----------- | ----------- | ----------- | ------ | ------ |
| 2007-2008           | Vaduz                | CL                  | 24         | 1          | CL              | 3               | 0               | CU                 | 0                  | 0                  | -           | -           | -           | 27     | 1      |
| 2008-2009           | Aarau                | SL                  | 20         | 3          | CS              | 1               | 0               | -                  | -                  | -                  | -           | -           | -           | 21     | 3      |
| 2009-2010           | Aarau                | SL                  | 23         | 1          | CS              | 2               | 0               | -                  | -                  | -                  | -           | -           | -           | 25     | 1      |
| Totale Aarau        | Totale Aarau         | Totale Aarau        | 43         | 4          |                 | 3               | 0               |                    | -                  | -                  |             | -           | -           | 46     | 4      |
| 2010-2011           | CSKA Sofia           | A-PFG               | 19         | 3          | CB              | 3               | 0               | UEL                | 9                  | 2                  | -           | -           | -           | 31     | 5      |
| 2011-2012           | Karlsruher           | 2BL                 | 23+2       | 2          | CG              | 1               | 0               | -                  | -                  | -                  | -           | -           | -           | 26     | 2      |
| 2012-2013           | Panaitolikos         | FL                  | 16         | 1          | CG              | 1               | 0               | -                  | -                  | -                  | -           | -           | -           | 17     | 1      |
| 2013-gen. 2014      | Panaitolikos         | SL                  | 0          | 0          | CG              | 0               | 0               | -                  | -                  | -                  | -           | -           | -           | 0      | 0      |
| Totale Panaitolikos | Totale Panaitolikos  | Totale Panaitolikos | 16         | 1          |                 | 1               | 0               |                    | -                  | -                  |             | -           | -           | 17     | 1      |
| 2014                | Shenzhen             | CL1                 | 16         | 0          | CC              | 0               | 0               | -                  | -                  | -                  | -           | -           | -           | 16     | 0      |
| 2015                | Shenzhen             | CL1                 | 13         | 1          | CC              | 2               | 0               | -                  | -                  | -                  | -           | -           | -           | 15     | 1      |
| Totale Shenzhen     | Totale Shenzhen      | Totale Shenzhen     | 29         | 1          |                 | 2               | 0               |                    | -                  | -                  |             | -           | -           | 31     | 1      |
| 2015-2016           | Lupa Castelli Romani | LP                  | 28         | 0          | CI-LP           | 0               | 0               | -                  | -                  | -                  | -           | -           | -           | 28     | 0      |
| 2016-2017           | Triestina            | D                   | 28+2       | 3+1        | CI-D            | 2               | 0               | -                  | -                  | -                  | -           | -           | -           | 32     | 4      |
| 2017-2018           | Triestina            | C                   | 13         | 0          | CI+CI-C         | 2+2             | 1+1             | -                  | -                  | -                  | -           | -           | -           | 17     | 2      |
| Totale Triestina    | Totale Triestina     | Totale Triestina    | 41+2       | 3+1        |                 | 6               | 2               |                    | -                  | -                  |             | -           | -           | 49     | 6      |
| 2018-2019           | Nardò                | D                   | 29+1       | 2          | CI-D            | 1               | 0               | -                  | -                  | -                  | -           | -           | -           | 31     | 24     |
| lug.-nov.2019       | Nardò                | D                   | 11         | 1          | CI-D            | 2               | 1               | -                  | -                  | -                  | -           | -           | -           | 13     | 2      |
| Totale Nardò        | Totale Nardò         | Totale Nardò        | 41         | 3          |                 | 3               | 1               |                    | -                  | -                  |             | -           | -           | 44     | 4      |
| Totale carriera     | Totale carriera      | Totale carriera     | 268        | 19         |                 | 21              | 3               |                    | 9                  | 2                  |             | -           | -           | 297    | 24     |

## Palmarès

### Club

#### Competizioni nazionali
- Serie C2: 1

Foggia: 2002-2003
- Coppa del Liechtenstein: 1

Vaduz: 2007-2008
- Challenge League: 1

Vaduz: 2007-2008
- Coppa di Bulgaria: 1

CSKA Sofia: 2010-2011

#### Competizioni regionali
- Coppa Italia Dilettanti Puglia: 1

Manduria: 2023-2024